# ルッカ・ルッカ・アリ
ルッカ・ルッカ・アリ (Rucka Rucka Ali、1987年1月27日 -) は、イスラエル系アメリカ人のYouTuber、ラッパー、歌手、ソングライター、コメディアンとパロディ者。